# Tulse Hill
Tulse Hill est un quartier du London Borough of Lambeth, dans le sud de Londres, situé sur Brockwell Park. Il est à environ cinq miles de Charing Cross et est bordé par Brixton, Dulwich, Herne Hill, Streatham et West Norwood.

## Histoire
La zone connue sous le nom de Tulse Hill fait partie de l'ancien manoir, ou manoirs, de Bodley, Upgroves et Scarlettes dont les limites précises sont désormais incertaines. Le nom de la région vient de la famille Tulse qui est propriétaire de terres agricoles dans la région pendant la période du Commonwealth dans les années 1650. Sir Henry Tulse est lord-maire de Londres en 1683 et sa fille Elizabeth épouse Richard Onslow, 1er baron Onslow. Le terrain reste la propriété d'Onslow jusqu'en 1789, date à laquelle la majeure partie est achetée par William Cole. Le domaine est divisé à la mort de Cole en 1807.
La partie ouest est revenue à « Mercy Cressingham, célibataire » (maintenant commémorée par le domaine Cressingham Gardens) et la partie est - maintenant principalement occupée par Brockwell Park - est revenue à Richard Ogbourne qui l'a rapidement vendue à John Blades.
En 1810, Tulse Hill Farm est le seul bâtiment de la partie ouest de la région. La clôture des terres dans la paroisse de Lambeth en 1811 conduit à la construction d'Effra Road dans la zone immédiatement au nord. L'autoroute à péage de Brixton Road améliore grandement les communications routières avec le centre de Londres et la valeur des propriétés foncières locales.
Mercy Cressingham épouse le Dr Thomas Edwards, qui a pris l'initiative d'acheter un terrain supplémentaire pour accéder à Brixton Hill en 1814 et d'aménager deux nouvelles routes, Lower Tulse Hill Road (maintenant simplement connue sous le nom de Tulse Hill) et Upper Tulse Hill Road (maintenant Upper Tulse Hill), en 1821. Un plan de 1821 de la bibliothèque RIBA montre un projet de développement spéculatif à la fois du domaine Edwards et du domaine adjacent Blades avec de grandes villas individuelles, bien que seuls les+ premiers se soit réellement concrétisé. Les nouvelles routes sont adoptées par la paroisse en 1822.
Une carte de 1832 montre que Tulse Hill n'a encore que quelques bâtiments sur les nouvelles routes, contrairement aux zones récemment développées à proximité de Brixton et Norwood et du hameau plus ancien de Dulwich.
Le développement de la zone à l'est de Upper Tulse Hill commence en 1845 lorsque Trinity Rise est construit pour relier Upper Tulse Hill à Norwood Road. L'église Holy Trinity sur Trinity Rise est construite en 1855-1856 et est maintenant classée au grade II.
Le développement majeur de la zone plus à l'est n'a pas lieu avant l'ouverture des gares de Herne Hill et Tulse Hill dans les années 1860.
La plupart des villas d'origine avec de grands jardins sur la propriété foncière d'Edwards-Cressingham sont réaménagées à des densités beaucoup plus élevées pour les logements sociaux depuis les années 1930.
Le bâtiment le plus important de Tulse Hill au XIXe siècle ayant survécu est Berry House, plus tard appelée Silwood Hall, et formant maintenant la partie avant de l'école pour filles St Martin-In-The-Fields, une école secondaire de l'Église d'Angleterre qui a survécu aux écoles voisines des années 1950.
Le réaménagement de Tulse Hill après la Seconde Guerre mondiale par le London County Council inclut la construction de deux grandes écoles secondaires - la Tulse Hill School et Dick Sheppard School (à l'origine réservées aux filles). Les deux écoles sont maintenant fermées et leurs sites ont été réaménagés pour accueillir des logements très contrastés. Le site de l'école Dick Sheppard a été réaménagé sous le nom de Brockwell Gate,un style Regency fermé avec des maisons et des appartements donnant sur Brockwell Park. Le site de l'école Tulse Hill a été réaménagé en logements abordables.

## Politique
Tulse Hill est représenté au Lambeth London Borough Council par des conseillers des quartiers Brixton Rush Common, St Martin's et West Dulwich. Les trois quartiers sont détenus par le Parti travailliste, bien que le quartier maintenant connu sous le nom de West Dulwich ait été historiquement un quartier conservateur jusqu'à l'élection du Lambeth London Borough Council en 2014. Tulse Hill est représentée à l'Assemblée de Londres par Marina Ahmad et à Westminster par Helen Hayes et Bell Ribeiro-Addy.
En mars 2022, le conseil de Lambeth lance une consultation avec les résidents pour renommer la zone, afin d'éviter une éventuelle association avec Henry Tulse, qui était autrefois membre du conseil d'administration de la Royal African Company, une entreprise de traite des esclaves au XVIIe siècle.

## Transport

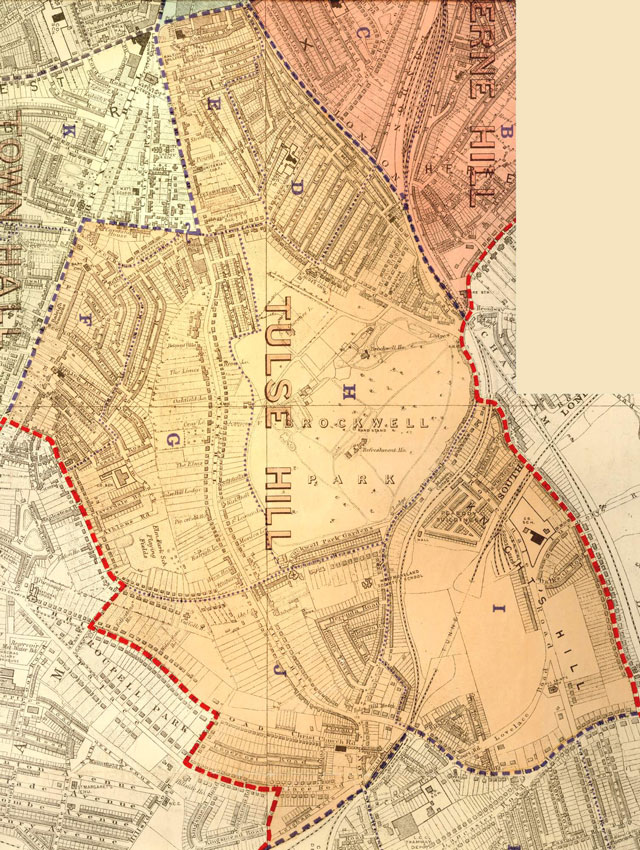
Une carte montrant Tulse Hill telle qu'elle apparaissait en 1918.

### Les autobus
La zone est desservie par les lignes London Buses 2, 68, 196, 201, 322, 415, 432, 468 et P13.

### Métro
La gare de Tulse Hill (Zone 3) est desservie par le métro du Sud via la ligne Peckham Rye (vers London Bridge) et la boucle Thameslink Wimbledon (vers St Albans via Blackfriars, City Thameslink, Farringdon et St Pancras). Le pont ferroviaire au-dessus de l'A205 était fréquemment sujet à des collisions avec des véhicules jusqu'à ce qu'un nouveau système d'alerte soit installé en 2017.
Les gares à proximité desservent Victoria depuis Herne Hill et West Dulwich (via la ligne Southeastern Metro Bromley South) et depuis West Norwood (via la ligne Southern Crystal Palace).
La station de métro de Londres la plus proche est Brixton sur la ligne Victoria.

### Routes
À l'extrémité sud de Tulse Hill se trouve un important carrefour routier entre l' A204 (Tulse Hill), l'A205 (South Circular) et l' A215 (Norwood Road) où se dresse l'historique Tulse Hill Hotel.

## Bâtiments importants

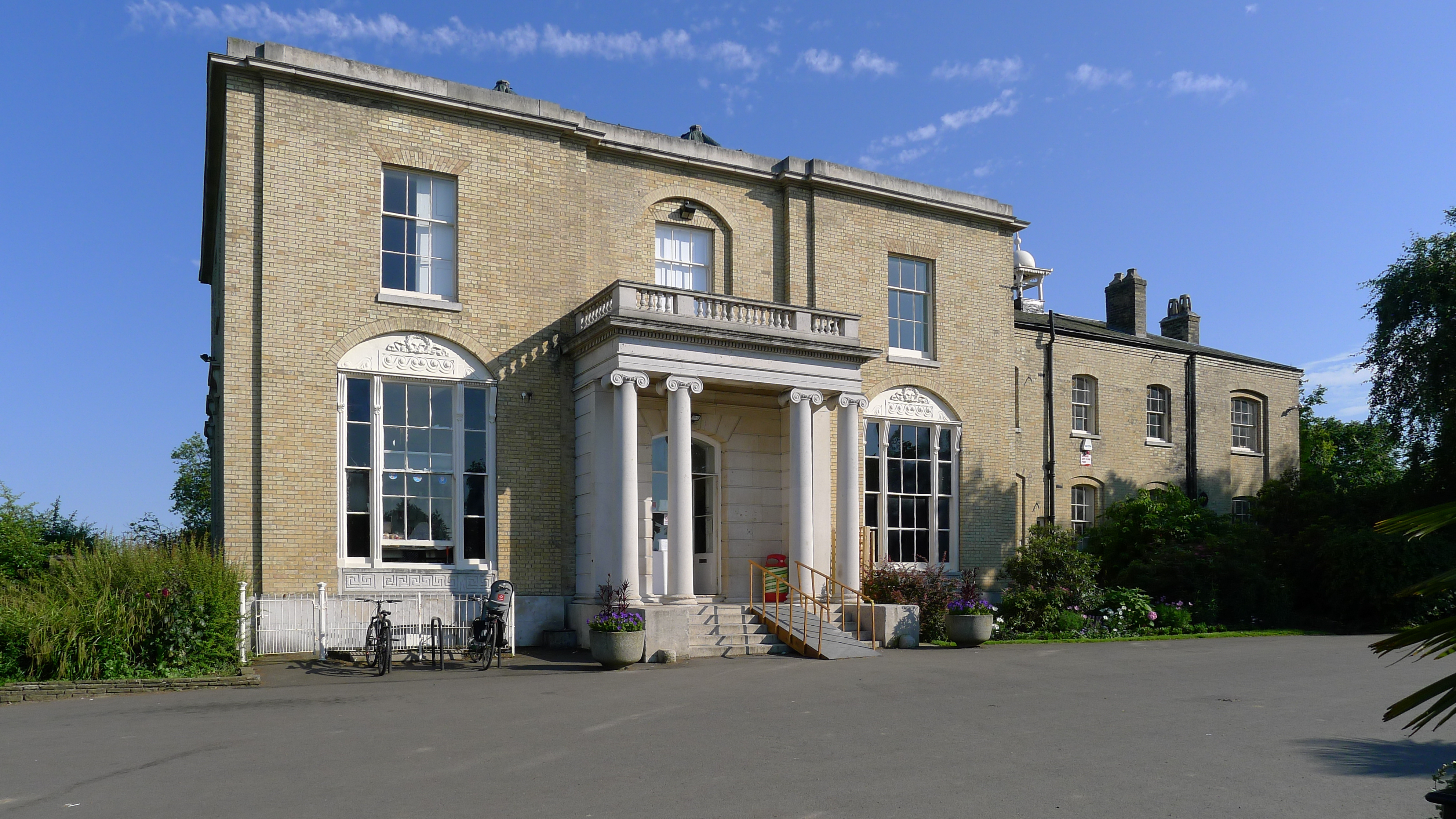
Brockwell Hall se trouve au sommet de Brockwell Park.